# Ruciane-Nida
Ruciane-Nida [ruˈt͡ɕanɛ ˈɲida] (deutsch: Rudczanny, sowie: Nieden) ist eine Stadt im Powiat Piski der Woiwodschaft Ermland-Masuren in Polen. Sie ist Sitz der gleichnamigen Stadt-und-Land-Gemeinde mit 7952 Einwohnern (Stand 31. Dezember 2020).

## Geographie

### Geographische Lage
Der Ort liegt etwa 70 Kilometer östlich von Olsztyn (Allenstein) und 16 Kilometer südlich von Mikołajki (Nikolaiken) in der Masurischen Seenplatte und inmitten der Puszcza Piska (Johannisburger Heide), zwischen dem Jezioro Guzianka Mała (Kleiner Guschiener See) und dem stark gekrümmten Jezioro Nidzkie (Niedersee). Die Kreisstadt Pisz (Johannisburg) liegt 16 Kilometer in östlicher Richtung.

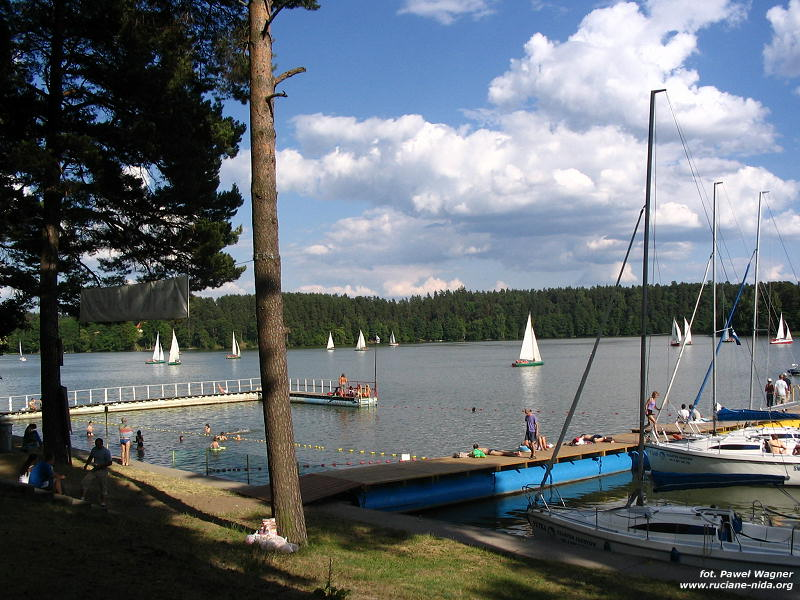
Segelboote auf dem Niedersee (2008)

### Stadtgebiet
Die Stadt Ruciane-Nida liegt auf 128 m n.p.m. Das Gebiet der Stadt umfasst 17,0 km². Im Jahre 2016 waren hier 4609 Einwohner gemeldet.

### Stadtgliederung
Die Stadt Ruciane-Nida gliedert sich in drei Wohngebiete Osiedle 1–3 mit den ehemaligen Ortsteilen:
- Guzianka (Guszianka, 1938 bis 1945 Guschienen)
- Kowalik (Kowallik, 1938 bis 1945 Müllershof)
- Nida (Nieden)
- Ruciane (Rudczanny, 1938 bis 1945 Niedersee).

## Geschichte

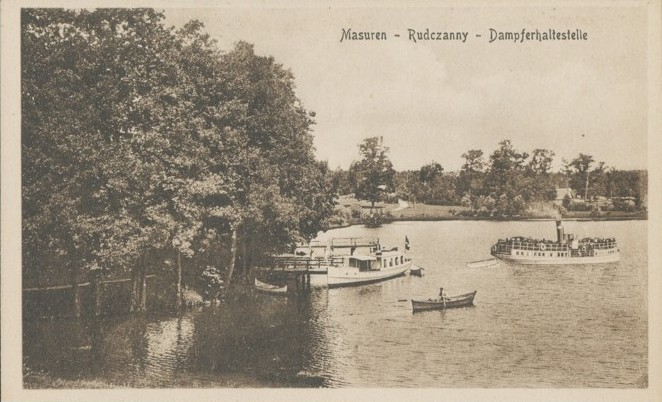
Dampfer-Anlegestelle 1915 in Rudczanny

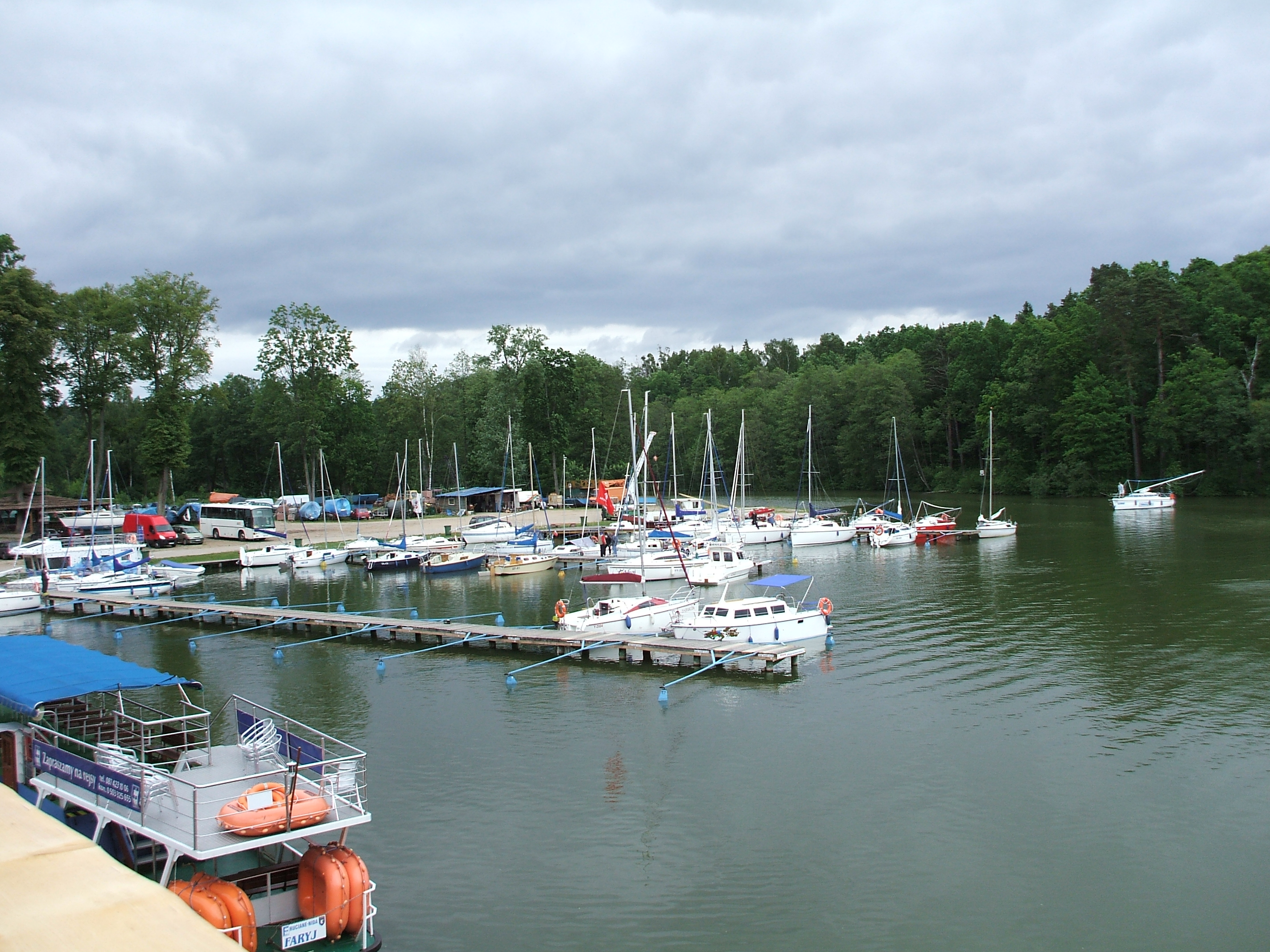
Yachthafen am Niedersee

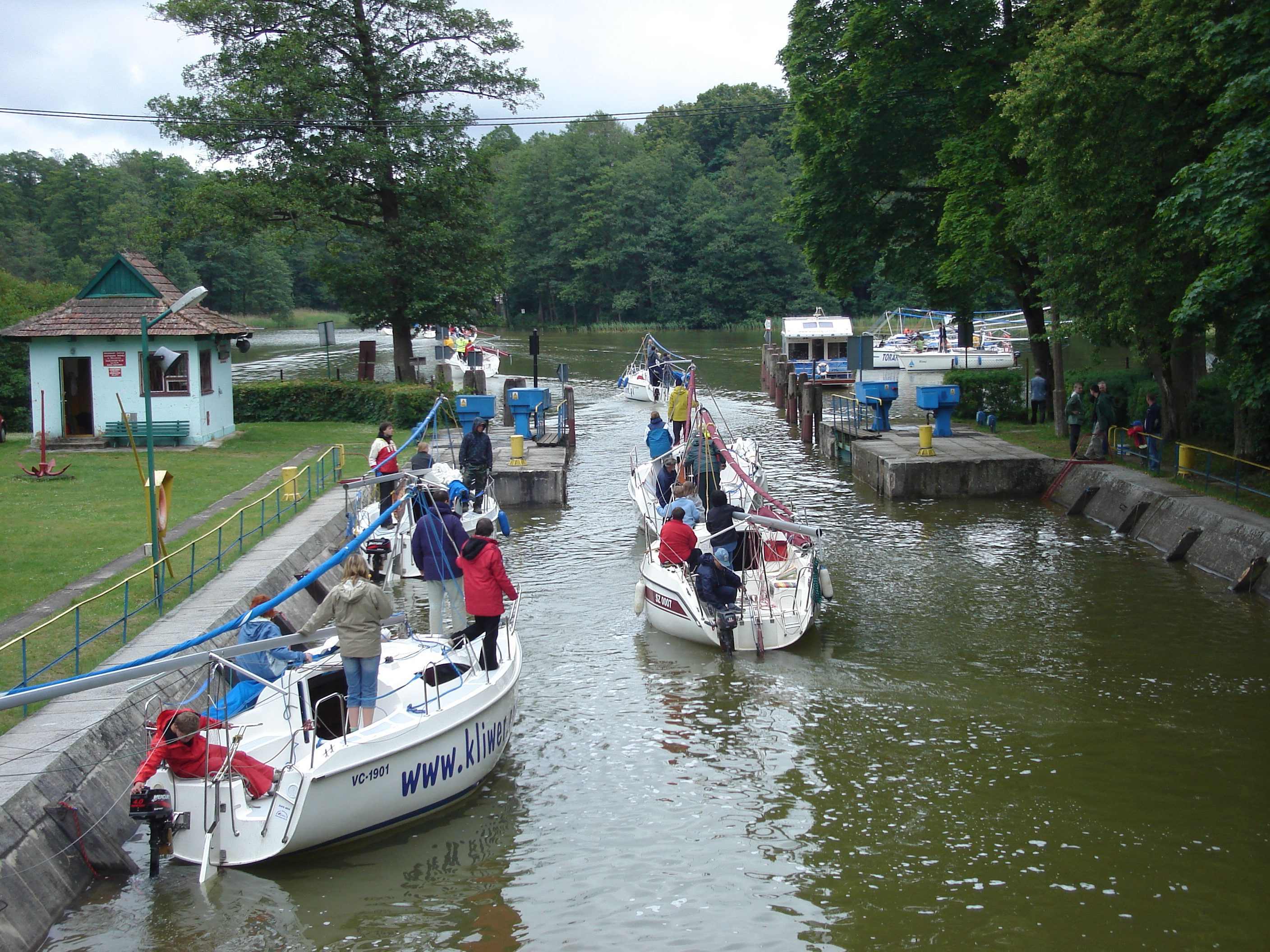
Segelyachten mit umgelegtem Segelmast an der Schleuse Guzianka

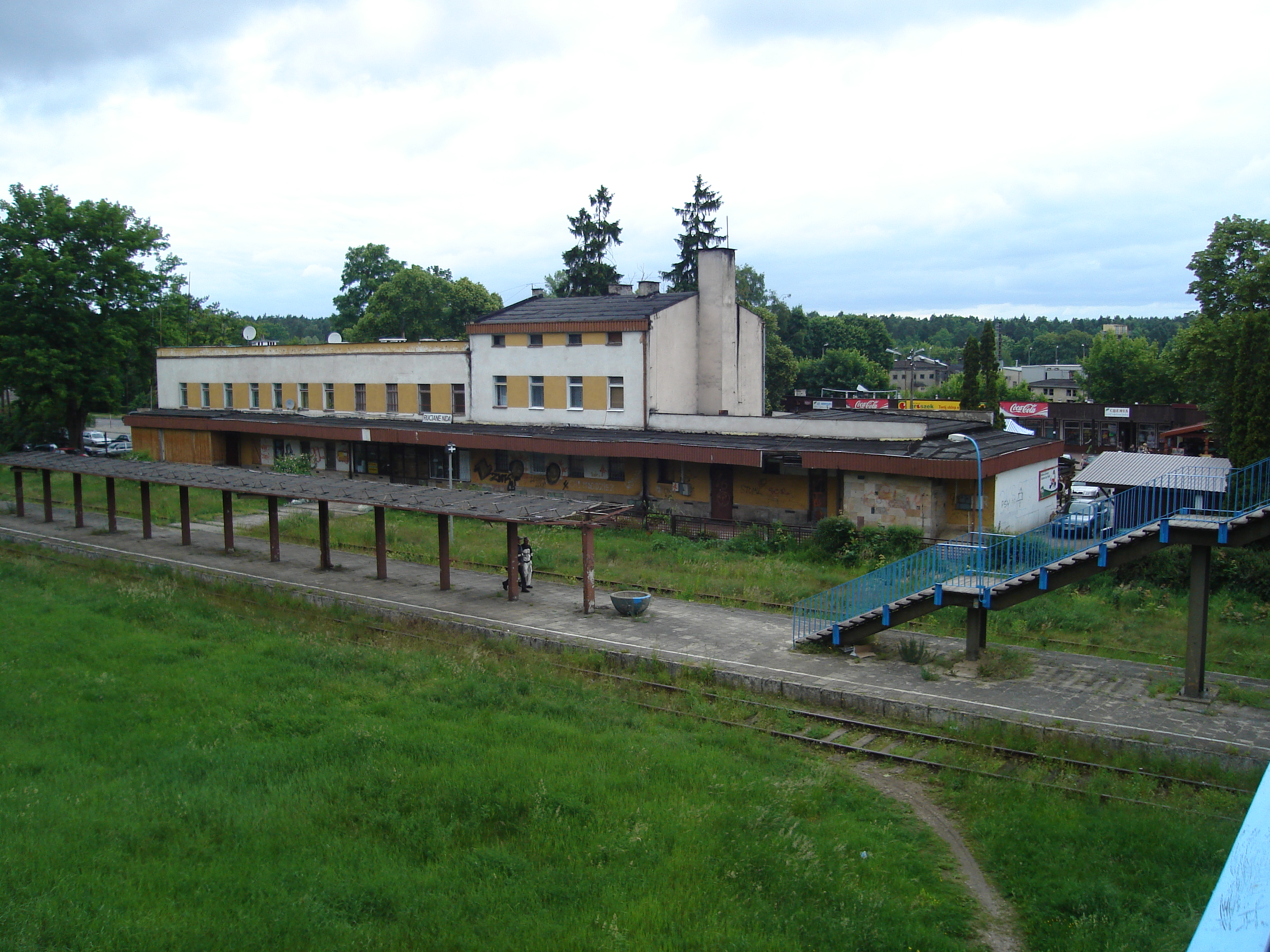
Bahnstation

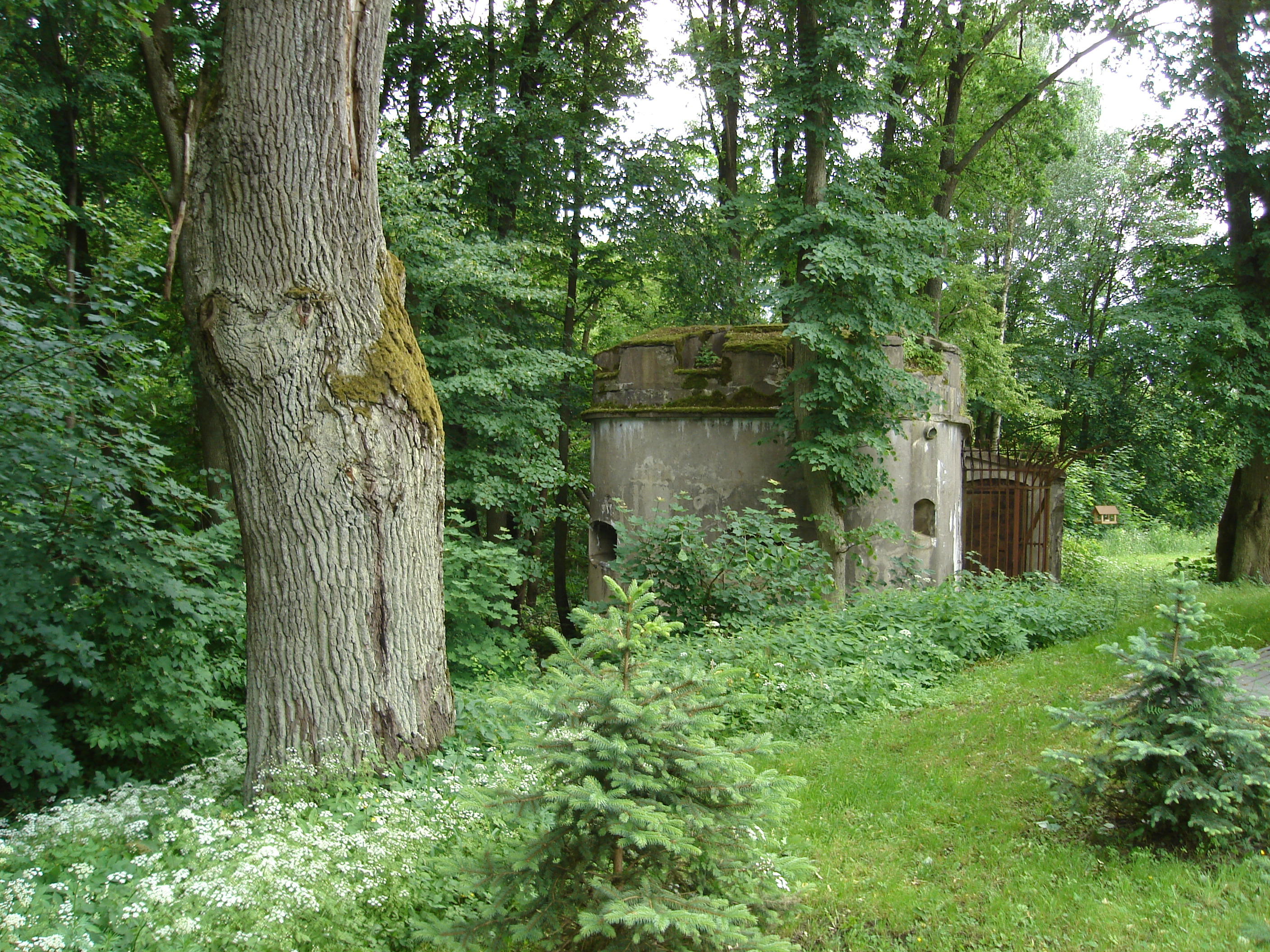
Bunker aus dem Zweiten Weltkrieg

Die Stadt Ruciane-Nida entstand erst nach dem Zweiten Weltkrieg und wurde am 1. Januar 1966 durch den Zusammenschluss zweier Orte gegründet:
- Ruciane (Rudczanny, 1938 bis 1945 Niedersee)

 und
- Nida (Nieden)

An der Stelle des heutigen Stadtteils Ruciane gab es bereits im 14. Jahrhundert kleinere Ansiedlungen, darunter eine Köhlerei. 1679 wird eine Wassermühle an der Mündung eines Flüsschens in den Niedersee (Jezioro Nidzkie) erwähnt. Von 1866 bis 1869 entstand die erste Straßenverbindung von Rudczanny nach Johannisburg. Auf Grund der wachsenden Einwohnerzahlen eröffnete 1880 in Nieden ein Standesamt.
1898 erfolgte der Anschluss an das Eisenbahn-Schienennetz nach Sensburg (Mrągowo). Bereits zu dieser Zeit entwickelte sich der Tourismus zu einem wichtigen Wirtschaftsfaktor in der Stadt.
Während des Ersten Weltkrieges gab es in der Umgebung des Ortes Gefechte zwischen deutschen Truppen und russischen Armeen.
Bis 1945 gehörte der Ort Niedersee zum Kreis Sensburg im Regierungsbezirk Gumbinnen, ab 1905 im Regierungsbezirk Allenstein in der preußischen Provinz Ostpreußen.
Gegen Ende des Zweiten Weltkrieges errichtete die Wehrmacht hier Bunkeranlagen. Direkt neben der Schleuse am Niedersee war 2015 noch immer ein kleiner oberirdischer Bunker erhalten. Mit dem Vorrücken der Roten Armee wurde die Zivilbevölkerung der Orte vollständig evakuiert. Am 27. Januar 1945 besetzte die Rote Armee die Region. Dabei verursachten die Kämpfe im Ort schwere Zerstörungen. Nach Kriegsende wurde die südliche Hälfte Ostpreußens unter polnische Verwaltung gestellt. Niedersee wurde 1945 in Ruciane umbenannt und der Nachbarort Nieden in Nida. Soweit die deutschen Einwohner nicht geflohen waren, wurden sie vertrieben.
1946/47 wurde die Bahnstrecke Olsztyn–Ełk (Allenstein–Lyck) wieder errichtet, und die Brücken, die die deutsche Wehrmacht gesprengt hatten, wurden instand gesetzt. 1949 bis 1952 wurde ein Sägewerk errichtet, aber erst 1951 wurden Ruciane und 1952 Nida an das öffentliche Elektrizitätsnetz angeschlossen. Am 11. Dezember 1954 wurde in Nida ein großes Werk für Holzfaser- und Holzspanplatten errichtet. Der Betrieb wurde zu einem der größten seiner Art in Europa und exportierte unter anderem in die Vereinigten Staaten, nach Kanada und ins Vereinigte Königreich. 1965 arbeiteten in der Fabrik 1144 Menschen.
Das Stadtrecht erhielt der Ort am 1. Januar 1966, als sich die Dörfer Nida und Ruciane zusammenschlossen. Im Rahmen einer Verwaltungsreform kam der Ort 1975 zur neu gebildeten Woiwodschaft Suwałki und blieb dort bis zu deren Auflösung 1999 und kam zur Woiwodschaft Ermland-Masuren.

### Wappen
Für den Entwurf des Stadtwappens veranstaltete die Verwaltung 1967 einen Wettbewerb, den der Bildhauer Henryk Mączkowski aus Olsztyn (Allenstein) gewann.
Das Wappen zeigt auf blauem Grund eine gelbe Fabrik und ein weißes Segelboot. Damit sind die damals wichtigsten Faktoren für den Ort, die Spanplattenfabrik und der Tourismus, dargestellt.

### Einwohnerentwicklung
| Jahr | Einwohner |
| ---- | --------- |
| 1966 | 3050      |
| 1987 | 4793      |
| 2016 | 4609      |
| 2019 | 4454      |

## Kirche

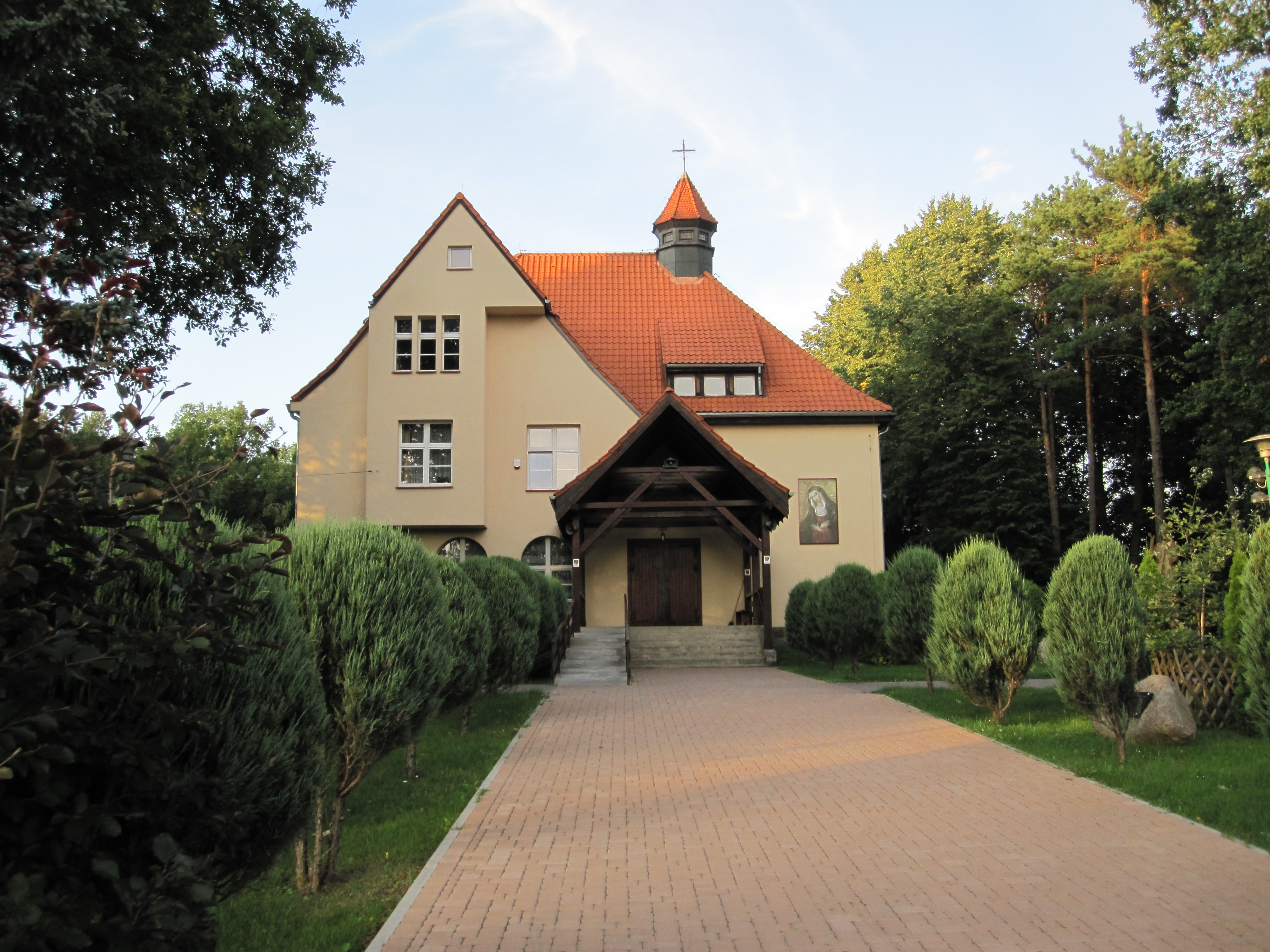
Das einst evangelische Gemeindehaus ist heute katholische Kirche im Ortsteil Ruciane

### Evangelisch
Eine evangelische Kirchengemeinde besteht in Ruciane-Nida nicht mehr. Sie gehörte zuletzt zur altpreußischen Kirchenprovinz Ostpreußen. Flucht und Vertreibung der einheimischen Bevölkerung setzten dem Gemeindeleben im heutigen Ortsteil Ruciane ein Ende. Das Gemeindehaus mit Kapellenraum wurde an die katholische Kirche vergeben. Evangelische Einwohner orientieren sich heute zur Pfarrei in Pisz, die im nahegelegenen Wejsuny eine Filialkirche unterhält. Sie gehört zur Diözese Masuren der Evangelisch-Augsburgischen Kirche in Polen.

### Katholisch

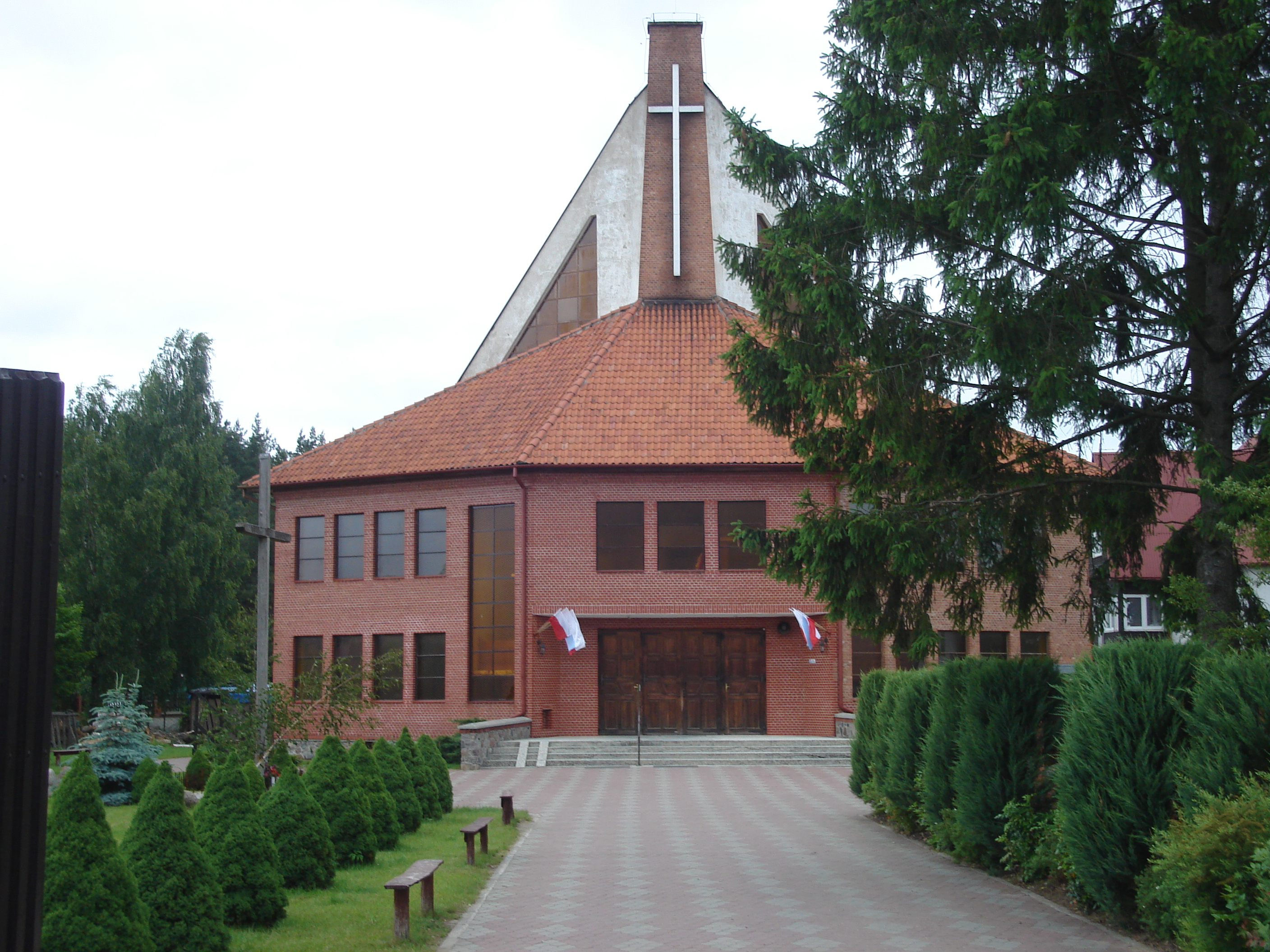
Die neue katholische Kirche im Ortsteil Nida

Gab es vor 1945 nur sehr wenige Katholiken im Gebiet Ruciane und Nida – die wegen ihrer geringen Zahl nach Johannisburg bzw. Sensburg ausgerichtet waren –, so bestehen heute in der Stadt zwei Pfarrgemeinden. Im Ortsteil Ruciane ist das vorher evangelische Gemeindehaus zu einer Kirche aufgewertet worden. Im Ortsteil Nida entstand in den 1980er Jahren ein neues Kirchengebäude, dem die Filialkirche in Krzyże (Kreuzofen) zugeordnet ist.
Beide Gemeinden in Ruciane-Nida sind in das Dekanat Pisz im Bistum Ełk der polnischen katholischen Kirche eingegliedert.

## Gemeinde
Zur Stadt-und-Land-Gemeinde (gmina miejsko-wiejska) Ruciane-Nida gehören die Stadt selbst und 17 Dörfer mit Schulzenämtern. Die 1973/1991 gegründete Gemeinde umfasst eine Fläche von 357,7 km². Ein Großteil der Fläche bilden die Seen der Masurischen Seenplatte.

## Wirtschaft
In früheren Jahrhunderten spielten die Holzwirtschaft und der Fischfang für die Einwohner eine große Rolle. Im 20. Jahrhundert siedelte sich im Ort ein Spanplattenwerk an, das jedoch 1995 Konkurs anmelden musste und anschließend aufgelöst wurde.
Wichtig für den Ort heute ist der Tourismus. Es gibt Angebote für den Wassersport, insbesondere für den Segelsport. Vom Niedersee aus führt eine Wasserstraße zum Śniardwy (Spirdingsee), dem größten See des Landes. Fahrten über die Seen bis nach Nikolaiken sind möglich. Es gibt Camping-Möglichkeiten, Reiterhöfe, Hotels und Pensionen. Der Jezioro Guzianka Mała (Kleine Guschiener See) und der Jezioro Bełdany (Beldahn-See) haben einen Wasserhöhenunterschied von zwei bis drei Metern und sind durch eine Schleuse bei Guzianka verbunden.

## Verkehr
Die Landesstraße 58 und die Woiwodschaftsstraße 610 verlaufen durch Stadt und Gemeindegebiet. Die einzelnen Ortschaften sind durch Nebenstraßen und Landwege vernetzt. Ruciane-Nida ist auch über die Wasserstraßen per Dampfer der Weißen Flotte, per Haus- und Segelboot erreichbar.
Durch den Ort führt seit 1884 die Bahnstrecke Olsztyn–Ełk (Allenstein–Lyck) mit den Bahnstationen Ruciane-Nida (Rudczanny/Niedersee) und Ruciane-Nida Zachód (Nieden).
Die nächstgelegenen Flughäfen sind Warschau und Danzig.